# 坎布拉镇
坎布拉镇，是中华人民共和国青海省黄南藏族自治州尖扎县下辖的一个乡镇级行政单位。

## 行政区划
坎布拉镇下辖以下地区：
牛滩社区、俄加台社区、吉利村、万吉合村、德洪村、尕吾昂村、尖藏村、拉夫旦村、浪哇村、坎加村、满岗村、次卡村、哈玉村、直岗拉卡村、上李家村、下李家村、尕布村、仁才村、俄加村、香哇东村、拉群村和石毛村。